# La Masica (kommun)
La Masica är en kommun i Honduras.   Den ligger i departementet Atlántida, i den centrala delen av landet, 180 km norr om huvudstaden Tegucigalpa. Antalet invånare är 22 682. Arean är 471 kvadratkilometer.
Terrängen i La Masica är varierad.